# 17. březen
17. březen je 76. den roku podle gregoriánského kalendáře (77. v přestupném roce). Do konce roku zbývá 289 dní. Svátek má Vlastimil.

## Události

### Česko
- 0938 – Ostatky knížete Václava byly přeneseny do Prahy.
- 1620 – Kněz Jan Sarkander se nepřiznal k obvinění a po dlouhém mučení v Olomouci umírá.
- 1902 – Probíhá promoce Anny Honzákové, první Češky, která získala titul doktora medicíny na českém území.[1][2]
- 1939
  - Triumfální jízda Adolfa Hitlera Brnem. Přijel do města na obhlídku území připojených k říši a přes jeho centrum projížděl ve svém voze. Ten den dnešní náměstí Svobody dostalo název Adolf-Hitler-Platz.
  - Začal platit výnos vrchního velitele německé armády von Brauchitsche týkající se jízdy vpravo na území Protektorátu s výjimkou Prahy (tam až od 26. března).
- 1950 – Předsednictvo ÚV KSČ schválilo nezákonný plán ministra Čepičky na likvidaci ženských řeholí a jejich klášterů (Akce Ř).
- 1952 – V Praze byly do provozu s cestujícími zařazeny čtyřnápravové motorové tramvajové vozy Tatra T1, první československé stroje podle koncepce PCC.
- 2005 – Česká Národní knihovna získává fragment latinského překladu Dalimilovy kroniky

### Svět
- 45 př. n. l. – Ve svém posledním vítězství porazil Julius Caesar pompejské vojsko Tita Labiena a Pompeia mladšího v bitvě u Munda.
- 0180 – Commodus se stal samostatným císařem římské říše ve věku 18 let po smrti svého otce Marka Aurélia
- 0455 – Římský senátor Petronius Maximus se stal císařem západořímské říše. Donutil Licinii Eudoxii, vdovu po jeho předchůdci Valentiniana III., aby si ho vzala.
- 0624 – Bitva u Badru: Bitvu vyhráli muslimové a znamenala zlomový obrat v boji mezi ranou muslimskou obcí vedenou prorokem Mohamedem a protivníky z řad pohanských Kurajšovců, kteří ovládali Mekku.
- 1001 – Rádža Bhutuanský (dnešní Filipíny) vysílá misionáře k vládcům Číny z dynastie Song.
- 1190 – Křižáci zmasakrovali všechny Židy ve městě York v Anglii
- 1337 – Eduard (černý princ) se stal vévodou z Cornwallu, prvního anglického vévodství.
- 1420 – Papežský nuncius Fernando veřejně vyhlásil ve Vratislavi papežovo vyhlášení křížové výpravy proti husitům
- 1452 – Reconquista: Kastilsko-murcijská vojska rozdrtila armádu Granady v bitvě u Los Alporchones.
- 1521 – Ferdinand Magellan přistál na filipínském ostrově Homohonu
- 1526 – Francouzský král František I. je osvobozen ze španělskáho zajetí
- 1537 – Francouzské vojsko napadlo Flandry
- 1560 – Pevnost Coligny na Villegagnonském ostrově v Rio de Janeiro napadli a zničili Portugalci během své výpravy proti francouzské Antarktidě
- 1580 – Princ Vilém I. Oranžský je vítán v Amsterdamu
- 1658 – V Anglii je odhaleno spiknutí na podporu krále Karla II.
- 1672 – Anglie vyhlásila válku Holandsku
- 1677 – Obléhání Valenciennes během francouzsko-holandské války skončilo francouzským dobytím města (obléhání začalo 28. února)
- 1713 – 16. března začal v Liptovském Mikuláši soud nad zbojníkem Jurajem Jánošíkem. Rozsudek byl vynesen hned následující den. Za vedení zbojnické skupiny a účast na loupežných přepadeních – trest smrti zavěšením za levý bok na hák.
- 1722 – Willem K.H. Friso jmenován starostou Drenthe
- 1734 – 42 rodin německých protestantů přistálo v Amerických koloniích. Sponzorovala je British Society for the Promotion of Christian Knowledge (Britská společnost pro propagaci křesťanských znalostí). Těchto 78 přistěhovalců založilo město Ebenezer, 30 mílí od Savannah, Georgie.
- 1737 – První Den svatého Patrika byl slaven v Bostonu pravděpodobně irskými emigranty.
- 1891 – V Gibraltarské zátoce se po srážce s bitevní lodí HMS Anson potopil osobní parník SS Utopia, zahynulo 564 lidí.
- 1901 – Byla v Paříži zahájena výstava 71 obrazů Vincenta van Gogha, kterým se 11 let po umělcově smrti dostalo velikého uznání.
- 1916 – Skončila 5. bitva na Soči.
- 1943 – V ukrajinském Charkově zmasakrovaly nacistické jednotky SS na 800 zajatců ležících v nemocnici. Mezi oběťmi byla i skupinka Čechoslováků raněných v bitvě u Sokolova.
- 1945 – Druhá návštěva prezidenta Beneše v Moskvě, kde potvrdil, že se vzdává Podkarpatské Rusi. Rovněž podepsal komunisticky diktát o vládě komunistů v ČSR, který se později stal známý jako Košický vládní program.
- 1948 – Byla založena první buňka Pekelných andělů v kalifornské Fontaně.
- 1973 – Byla pořízena fotografie Burst of Joy, která později vyhrála Pulitzerovu cenu. Snímek zobrazuje bývalého válečného zajatce, který se opět shledává se svou rodinou.
- 2005 – Na aukci v Paříži získala česká Národní knihovna za 300 000 eur fragment latinského překladu Dalimilovy kroniky.
- 2011 – Rada bezpečnosti OSN vyhlásila bezletovou zónu nad Libyí.

## Narození

### Česko

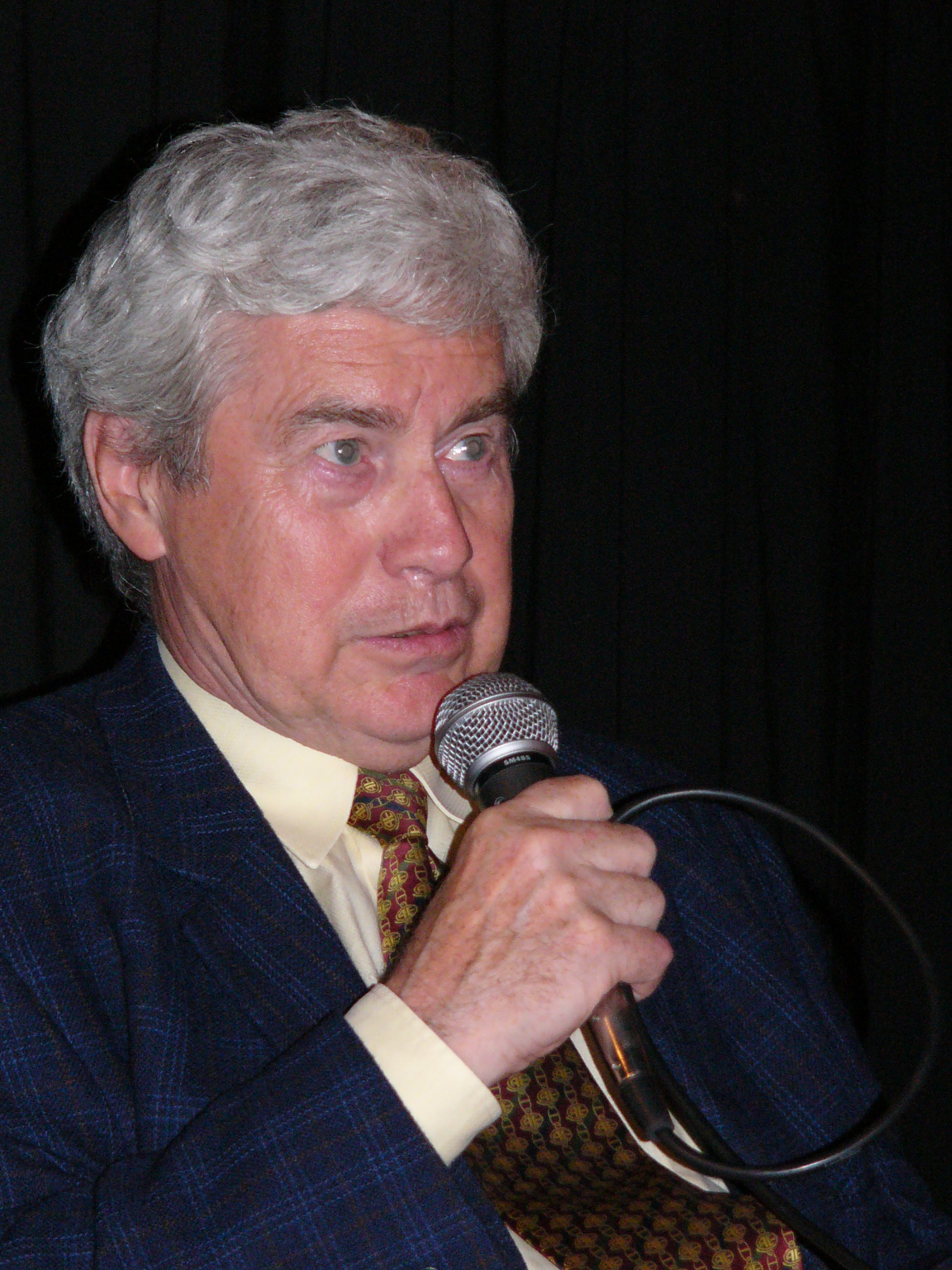
Jiří Grygar (* 1936)

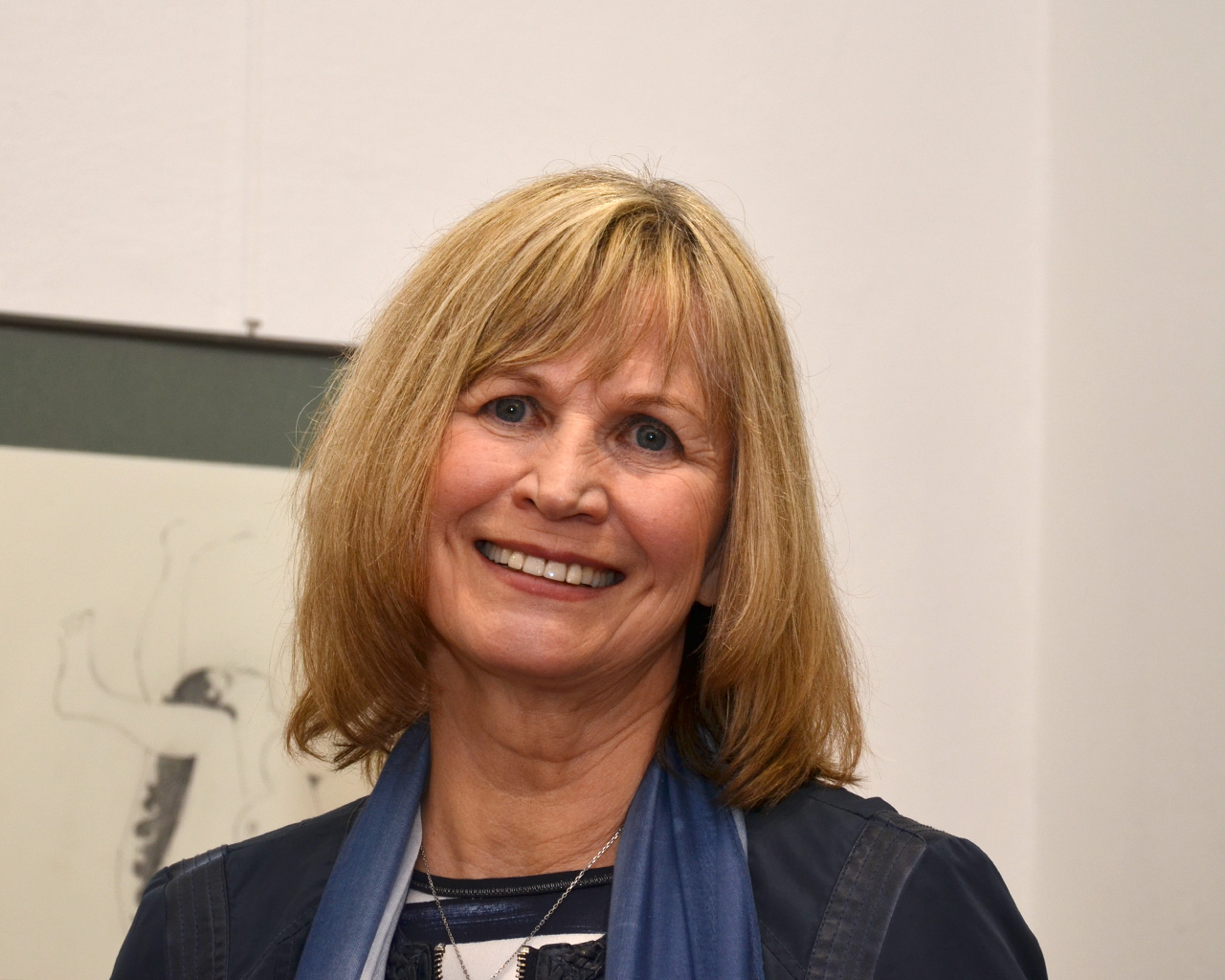
Jitka Molavcová (* 1950)

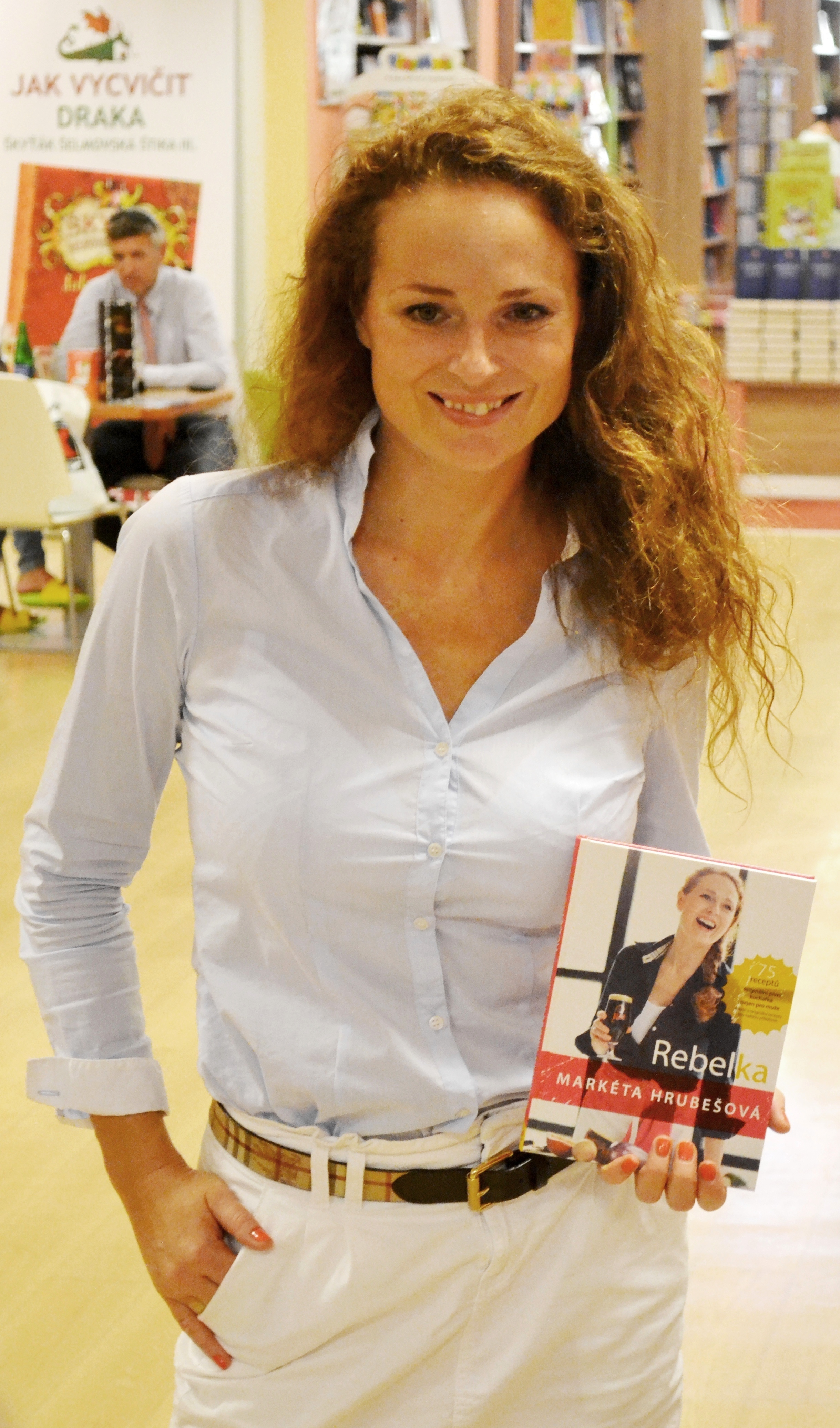
Markéta Hrubešová (* 1972)

- 1536 – Bohunka z Rožmberka, šlechtična († 17. listopadu 1557)
- 1714 – Maxmilián z Hamiltonu, olomoucký biskup († 31. října 1776)
- 1715 – Charlota z Moravce, moravská šlechtična
- 1754 – Jan Jáchym Kopřiva, hudební skladatel, pedagog a varhaník († 17. srpna 1792)
- 1821 – Josef Machek, poslanec Českého zemského sněmu, starosta Chrudimi († 19. dubna 1899)
- 1825 – Charles Wehle, klavírista a hudební skladatel († 2. června 1883)
- 1835 – Anton Waldhauser, malíř († 30. října 1913)
- 1842 – Josef Vincenc Novák, průmyslník a sběratel umění († 10. června 1918)
- 1841 – Vladimír Šťastný, kněz a básník († 20. srpna 1910)
- 1852 – Leopold Gottlieb, lékař, spoluzakladatel lázní v Jáchymově († 21. června 1912)
- 1874 – Augustin Vološin, podkarpatskoruský duchovní, československý politik († 19. července 1945)
- 1879 – Eduard Šimek, československý politik († 12. února 1936)
- 1885 – Eduard Reich, čs. ministr zemědělství († 24. května 1943)
- 1887 – Karel Vaněk, novinář, fejetonista a spisovatel († 18. července 1933)
- 1888 – Vincenc Maixner, dirigent a hudební skladatel († 24. května 1946)
- 1896 – Josef Sudek, fotograf († 15. září 1976)
- 1899 – Cyril Pecháček, dirigent a skladatel († 11. května 1949)
- 1900 – Kuzma, spisovatel a překladatel († 20. května 1967)
- 1903
  - Vladimír Kolátor, divadelní režisér, dramaturg, autor a překladatel († 18. srpna 1986)
  - Josef Augusta, paleontolog († 4. února 1968)
- 1910
  - Jiří Štursa, architekt († 6. února 1995)
  - Bohumil Hošek, dozorce finanční stráže a člen stráže obrany státu († 24. září 1938)
- 1917 – Eduard Marek, skaut, politický vězeň, odbojář († 22. ledna 2022)
- 1918 – Miroslav Katětov, matematik († 15. prosince 1995)
- 1919 – Karel Senecký, fotbalista († 28. dubna 1979)
- 1921 – Alois Indra, komunistický politik, ministr vlád ČSSR († 2. srpna 1990)
- 1922 – František Peterka, herec († 24. listopadu 2016)
- 1924 – Vladimír Boudník, malíř a grafik († 5. prosince 1968)
- 1925 – Josef Růžička, stříbrná olympijská medaile v zápase řecko-římském († 11. dubna 1986)
- 1926 – Svatopluk Skládal, herec († 2. dubna 1992)
- 1927 – Vlastimil Koubek, architekt († 15. února 2003)
- 1930 – Jozef Kvasnica, teoretický fyzik († 23. listopadu 1992)
- 1931 – Karel Velebný, jazzový hudebník, herec a hudební pedagog († 7. března 1989)
- 1934 – Richard Honzovič, hlasatel a voiceover († 1. září 2005)
- 1936 – Jiří Grygar, astronom a popularizátor vědy
- 1937 – Václav Hálek, hudební skladatel († 10. září 2014)
- 1942 – Eduard Krečmar, textař († 22. října 2023)
- 1946 – Jozef Kochan, lékař a politik  († 17. srpna 2025)
- 1949 – Vladimír Říha, lékař a politik
- 1950 – Jitka Molavcová, herečka a zpěvačka
- 1952 – Ladislav Bátora, manažer, úředník a politický aktivista
- 1953 – Jana Vaňourková, cestovatelka a fotografka
- 1958 – Lubomír Pokluda, fotbalista, zlatá medaile z OH 1980
- 1967 – Simona Monyová, spisovatelka († 3. srpna 2011)
- 1968 – Tomáš Holý, herec († 8. března 1990)
- 1971 – Tomáš Pavelka, herec
- 1972 – Markéta Hrubešová, herečka
- 1981 – Michal Ožibko, malíř
- 1982 – Nikola Sudová, akrobatická lyžařka
- 1987 – Pavel Hanus, kytarista, bubeník, zpěvák, člen heavy metalové skupiny Citron

### Svět

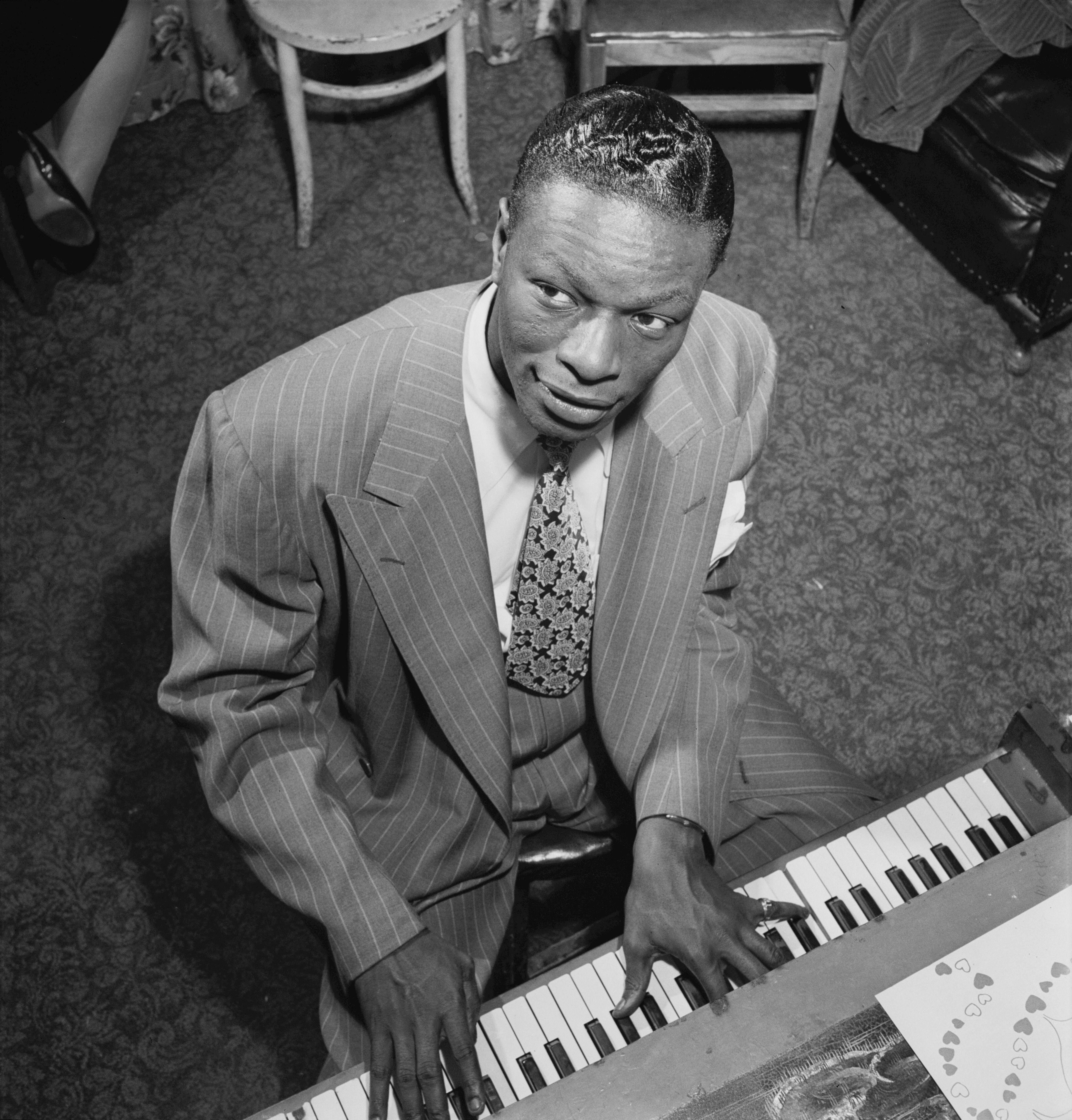
Nat King Cole (* 1919)

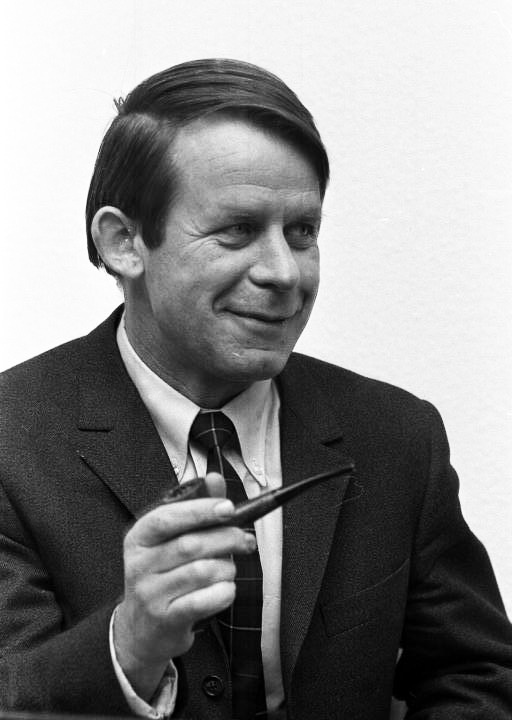
Siegfried Lenz (* 1926)

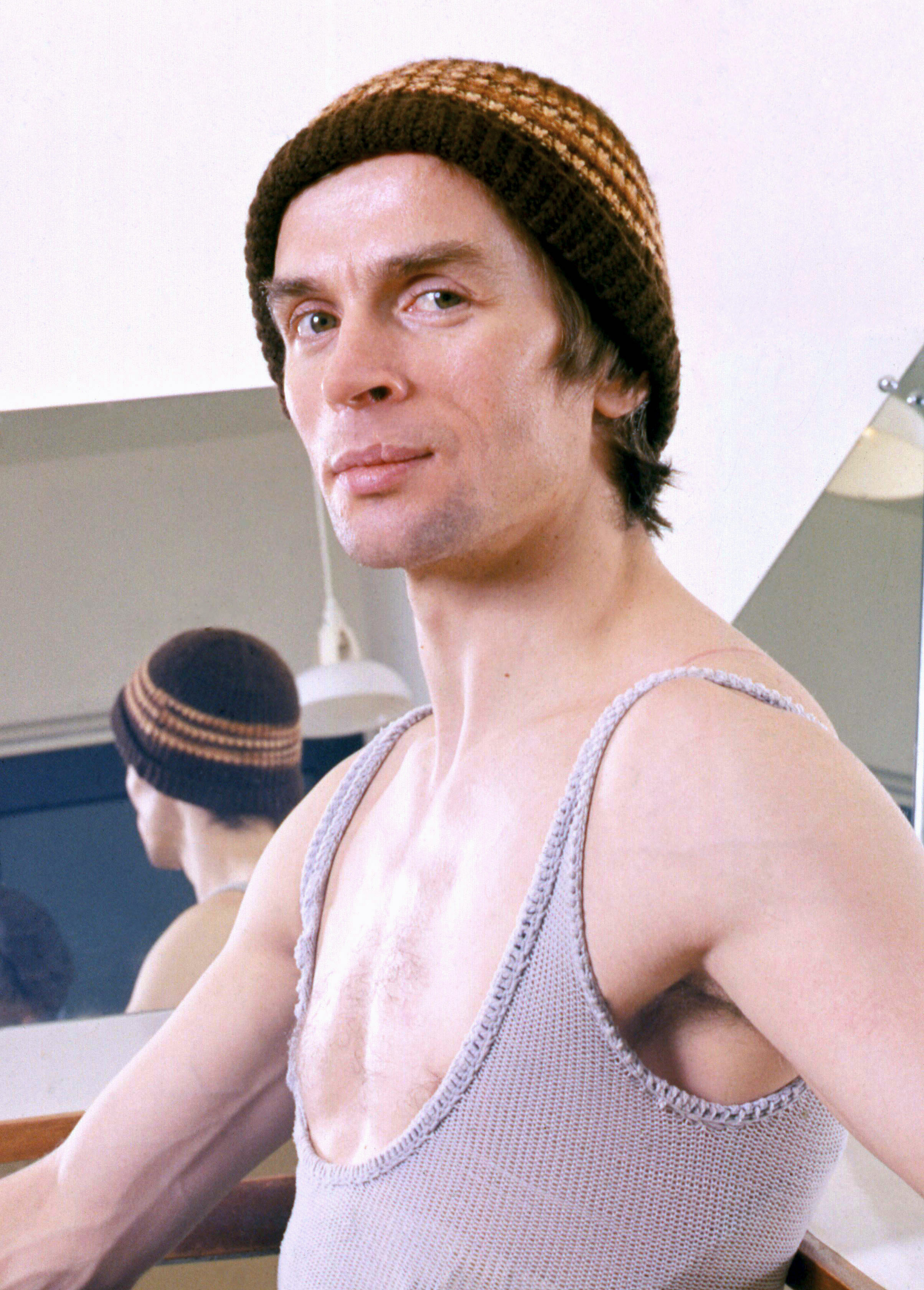
Rudolf Nurejev (* 1938)

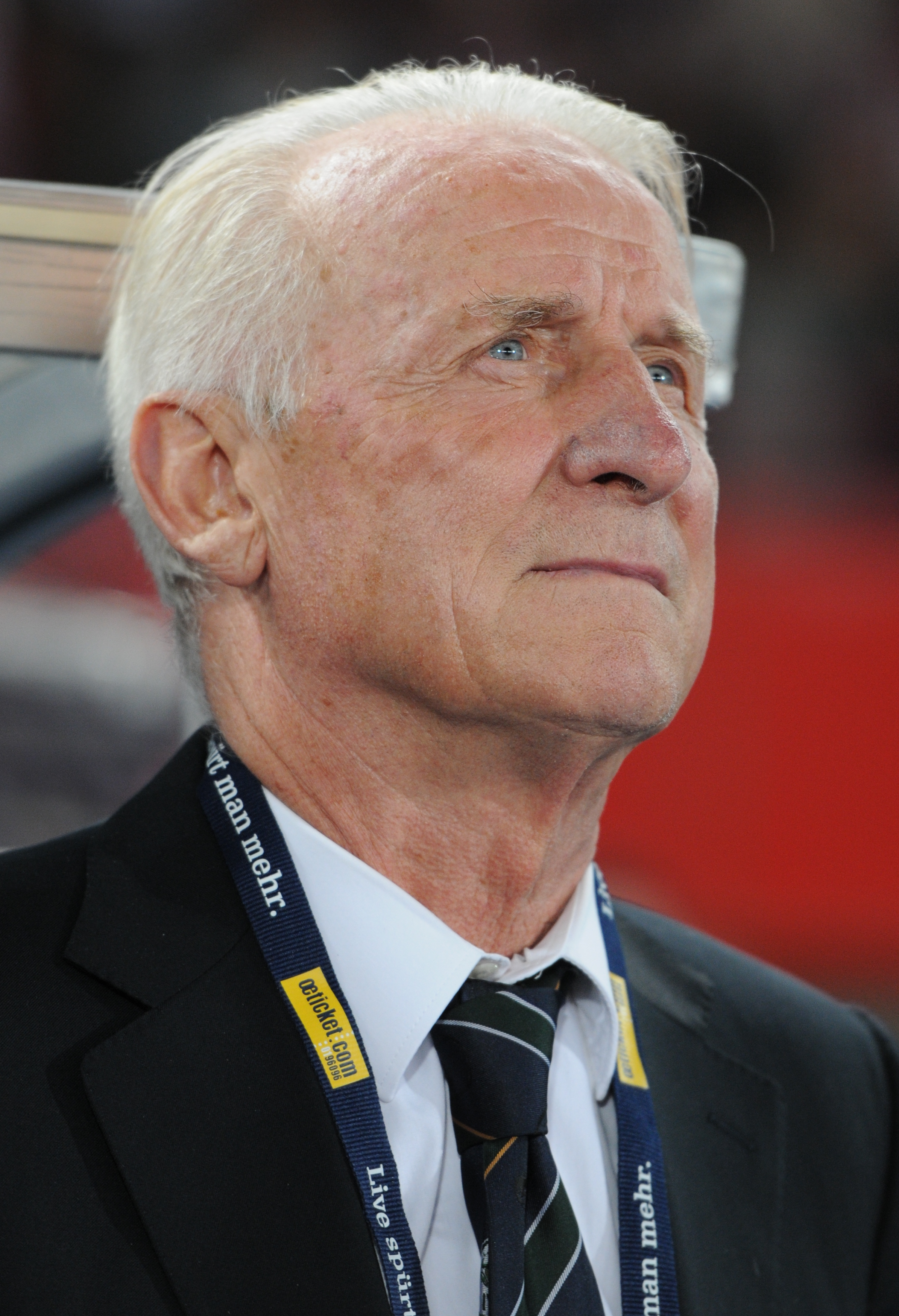
Giovanni Trapattoni (* 1939)

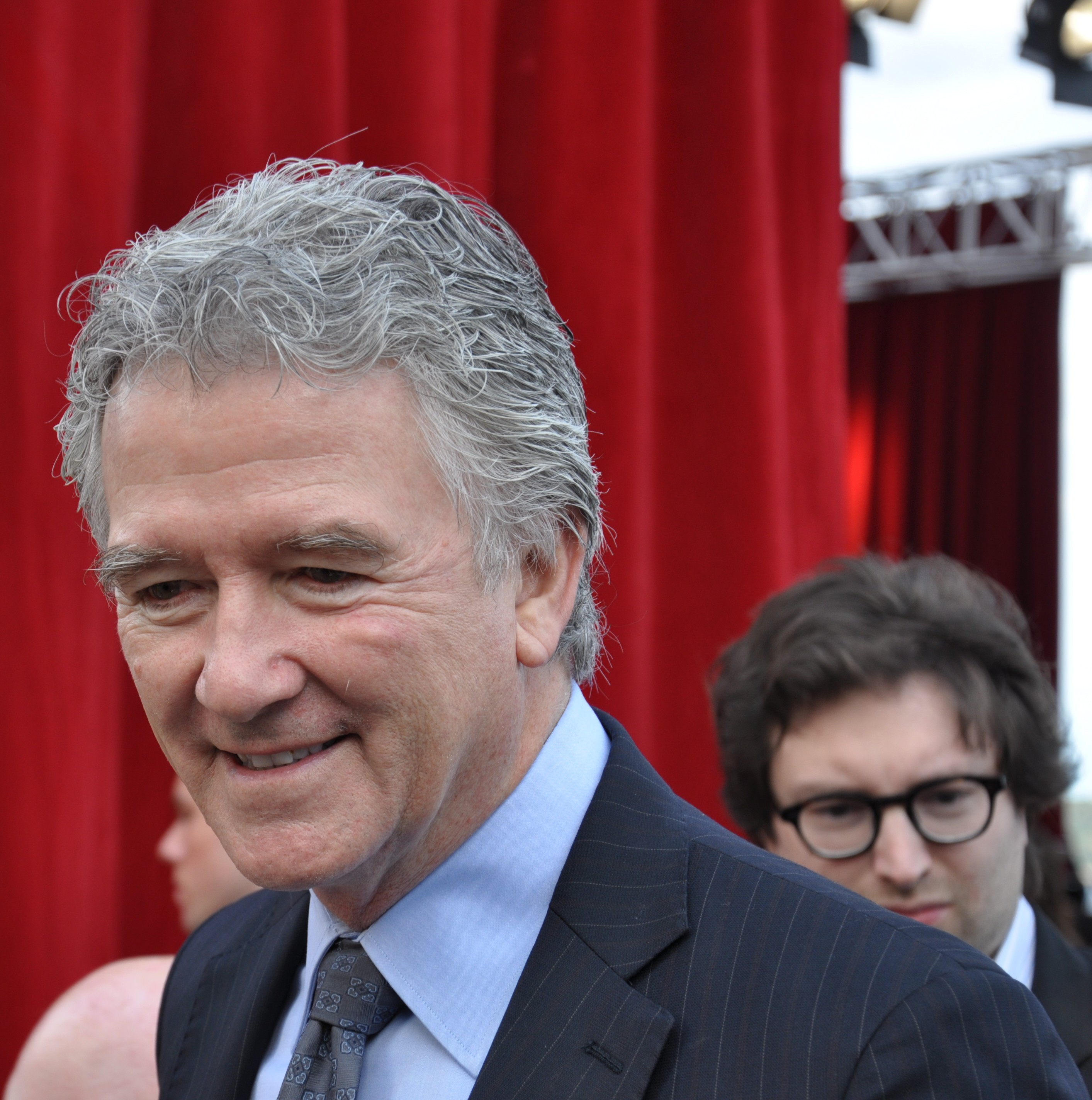
Patrick Duffy (* 1949)

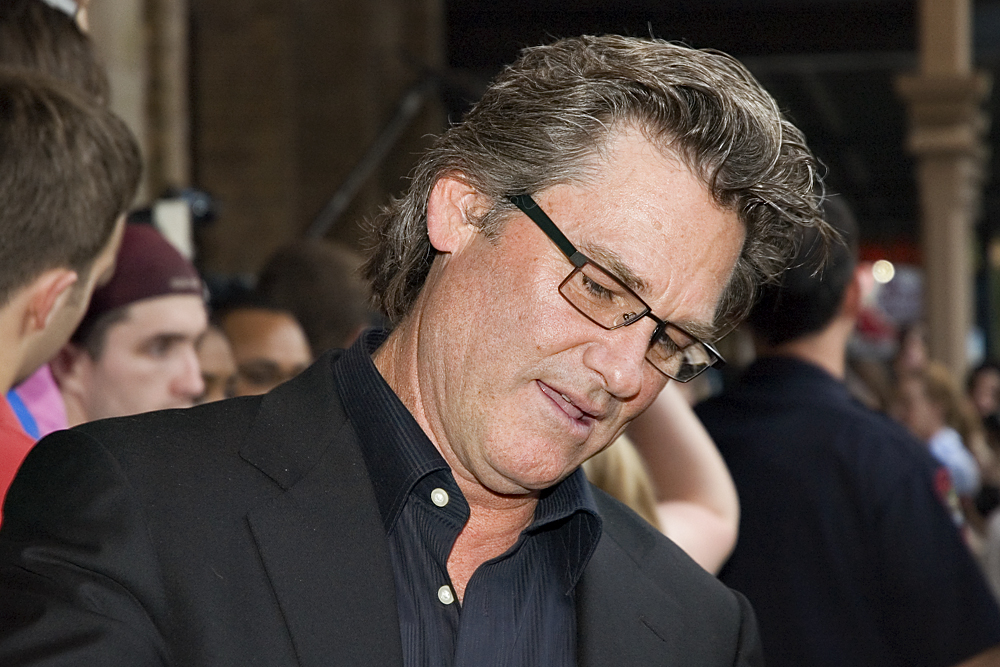
Kurt Russell (* 1951)

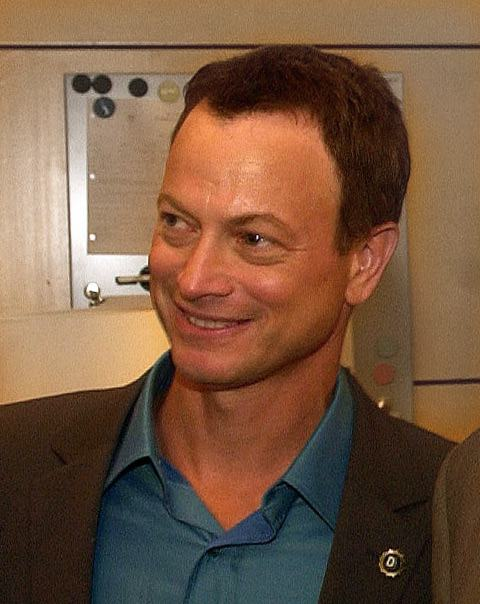
Gary Sinise (* 1955)

- 1231 – Šidžó, 87. japonský císař († 10. února 1242)
- 1337 – Teng Jü, čínský generál († 9. prosince 1377)
- 1473 – Jakub IV. Skotský, král skotský († 9. září 1513)
- 1508 – Násiruddín Humájún, druhý mughalský císař († 27. ledna 1556)
- 1519 – Thoinot Arbeau, francouzský hudební skladatel († 23. června 1595)
- 1523 – Giovanni Francesco Commendone, italský kardinál a diplomat († 26. prosince 1584)
- 1605 – Jiří II. Hesensko-Darmstadtský, německý šlechtic a lankrabě († 11. června 1661)
- 1622 – Hans Jakob Christoffel von Grimmelshausen, německý spisovatel († 17. srpna 1676)
- 1628 – Daniel Papebroch, belgický jezuitský historik († 28. června 1714)
- 1633 – Alessandro Marchetti, italský matematik a spisovatel († 6. září 1714)
- 1665 – Élisabeth Jacquet de La Guerre, francouzská hudební skladatelka a cembalistka († 27. června 1729)
- 1685 – Jean-Marc Nattier, francouzský malíř a portrétista († 7. listopadu 1766)
- 1693 – Alžběta Augusta Falcko-Neuburská, německá šlechtična a princezna († 30. ledna 1728)
- 1733 – Carsten Niebuhr, německý zeměměřič a objevitel († 26. dubna 1815)
- 1767 – Ferdinand Ochsenheimer, německý herec, spisovatel a entomolog († 2. listopadu 1822)
- 1768 – Kaahumanu, havajská královna († 5. června 1832)
- 1777
  - Roger B. Taney, americký právník a politik, předseda Nejvyššího soudu († 12. října 1864)
  - Patrick Brontë, irský kněz a básník († 7. června 1861)
- 1781 – Ebenezer Elliott, anglický básník († 1. prosince 1849)
- 1793 – Nicola Conforto, italský hudební skladatel (* 25. září 1718)
- 1794 – Thomas Maclear, anglický astronom († 17. července 1879)
- 1804 – Jim Bridger, americký lovec kožešin a cestovatel († 17. července 1881)
- 1807 – Augustus Mongredien, anglický ekonom a šachista(† 30. března 1888)
- 1834 – Gottlieb Daimler, německý vynálezce († 6. března 1900)
- 1839 – Josef Gabriel Rheinberger, německý hudební skladatel a klavírista († 25. listopadu 1901)
- 1844 – Josef Neumayer, poslanec a starosta Vídně († 25. května 1923)
- 1856 – Michail Vrubel, ruský malíř († 14. dubna 1910)
- 1862 – Silvio Gesell, německý ekonomický teoretik († 11. března 1930)
- 1863 – Léopold-Émile Reutlinger, francouzský fotograf († 16. března 1937)
- 1865 – Gabriel Narutowicz, první prezident druhé polské republiky († 16. prosince 1922)
- 1871 – Marie Vetserová, milenka rakouského korunního prince Rudolfa Habsburského († 30. ledna 1889)
- 1876 – Ernest Esclangon, francouzský astronom, matematik a fyzik († 28. ledna 1954)
- 1877 – Otto Gross, rakouský lékař, psychiatr a psychoanalytik († 13. února 1920)
- 1879 – Ernesto Eugenio Filippi, vatikánský diplomat († 23. srpna 1951)
- 1881 – Walter Rudolf Hess, švýcarský fyziolog, nositel Nobelovy ceny († 12. srpna 1973)
- 1884 – Nachum Nir, izraelský politik, předseda Knesetu († 10. července 1968)
- 1885
  - Ralph Rose, americký trojnásobný olympijský vítěz ve vrhu koulí († 16. října 1913)
  - Henry Taylor, britský plavec, trojnásobný olympijský vítěz v roce 1908 († 28. února 1951)
- 1888 – Paul Ramadier, francouzský politik, předseda vlády († 14. října 1961)
- 1890 – Marie Frommer, německá architektka († 16. listopadu 1976)
- 1892 – Pol Cassel, německý malíř a grafik († 9. září 1945)
- 1896 – Tádž ol-Molouk, íránská královna († 10. března 1982)
- 1907
  - Takeo Miki, premiér Japonska († 4. listopadu 1988)
  - Jean Van Houtte, premiér Belgie († 23. května 1991)
- 1908
  - Boris Polevoj, sovětský spisovatel († 12. června 1981)
  - Czesław Zgorzelski, polský filolog († 26. srpna 1996)
- 1913 – Harald Edelstam, švédský diplomat († 16. dubna 1989)
- 1915 – Mária Kišonová-Hubová, slovenská operní pěvkyně († 11. srpna 2004)
- 1918 – Herb Lubalin, americký grafický designer († 24. května 1981)
- 1919 – Nat King Cole, americký jazzový pianista, skladatel a zpěvák († 15. února 1965)
- 1920 – José Tomás Sánchez, filipínský kardinál († 9. března 2012)
- 1921 – Me'ir Amit, izraelský voják, politik, bývalý ministr dopravy Izraele, bývalý náčelník Amanu a ředitel Mosadu († 17. července 2009)
- 1926 – Siegfried Lenz, německý spisovatel († 7. října 2014)
- 1927 – Dušan Kuzma, slovenský architekt († 17. června 2008)
- 1929 – Peter L. Berger, americký sociolog  († 27. června 2017)
- 1930
  - Grover Mitchell, americký pozounista († 6. srpna 2003)
  - James Irwin, americký astronaut († 8. srpna 1991)
  - Paul Horn, americký flétnista († 29. června 2014)
- 1933 – Penelope Lively, britská spisovatelka
- 1935 – Hans Wollschläger, německý spisovatel, překladatel, historik a filolog († 19. května 2007)
- 1936 – Thomas Mattingly, americký vojenský letec a astronaut († 31. října 2023)
- 1938
  - Rudolf Nurejev, ruský tanečník († 6. ledna 1993)
  - Keith O'Brien, skotský kardinál
- 1939 – Giovanni Trapattoni, italský fotbalový trenér
- 1940 – Jacek Baluch, polský literární historik a diplomat
- 1941 – Paul Kantner, americký kytarista († 28. ledna 2016)
- 1942 – John Wayne Gacy, americký sériový vrah († 10. května 1994)
- 1943 – Jeff Banks, velšský módní návrhář
- 1944
  - Pattie Boydová, anglická fotografka
  - John Sebastian, americký zpěvák
- 1947 – Gerd Ludwig, německý novinářský fotograf
- 1948 – William Gibson, americký spisovatel
- 1949 – Patrick Duffy, americký herec
- 1951
  - Kurt Russell, americký herec
  - Scott Gorham, americký rockový kytarista
- 1954 – Lesley-Anne Downová, britská filmová herečka
- 1955 – Gary Sinise, americký herec
- 1962 – Kalpana Chawlaová, indicko-americká astronautka, první indická žena ve vesmíru († 1. února 2003)
- 1967 – Billy Corgan, americký hudebník (The Smashing Pumpkins)
- 1969 – Alexander McQueen, britský módní návrhář († 11. února 2010)
- 1970 – Florin Răducioiu, rumunský fotbalista
- 1975 – Fabien Mazuer, francouzský sportovní lezec († 10. února 1995)
- 1976 – Stephen Gately, irský zpěvák(Boyzone)
- 1980 – Ajsám Kúreší, pákistánský tenista
- 1986
  - Edin Džeko, fotbalista z Bosny a Hercegoviny
  - Miles Kane, britský zpěvák a kytarista
  - Olesya Rulin, rusko-americká herečka
  - Silke Spiegelburgová, německá atletka, skokanka o tyči
- 1987
  - Vladimir Iliev, bulharský biatlonista
  - Federico Fazio, argentinský fotbalista
- 1988 – Grimes, kanadská hudebnice
- 1989
  - Harry Melling, britský herec
  - Mikael Backlund, švédský hokejista
- 1990
  - Hozier, irský hudebník a zpěvák
  - Saina Nehwalová, indická badmintonistka
- 1992
  - Eliza Bennettová, britská herečka a zpěvačka
  - John Boyega, britský herec
  - Milan Trajković, kyperský atlet, sprinter překážkář
- 1994 – Christin Hussongová, německá atletka, oštěpařka
- 1997 – Katie Ledecká, americká plavkyně

## Úmrtí

### Česko

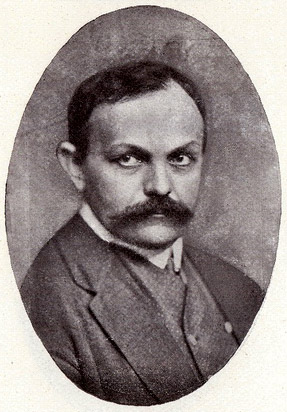
Josef Svatopluk Machar († 1942)

- 1534 – Vojtěch z Pernštejna, nejvyšší hofmistr Království českého (* 4. dubna 1490)
- 1620 – Svatý Jan Sarkander, moravský katolický kněz (* 20. prosince 1576)
- 1686 – Alžběta Marie Minsterberská, poslední Poděbradovna, z rodiny krále Jiřího z Poděbrad (* 11. května 1625)
- 1730 – Antonín Reichenauer – hudební skladatel (* 1694)
- 1738 – Václav Vejmluva, významný opat žďárského kláštera (* 19. září 1670)
- 1868 – Karel Balling, chemik a rektor Pražské polytechniky (* 21. dubna 1805)
- 1875 – Ferdinand Laub, houslista a hudební skladatel (* 19. ledna 1832)
- 1877 – Peter Wucherer, rakouský a český státní úředník a politik (* 13. října 1806)
- 1882 – František Matouš Klácel, básník, novinář a filozof (* 7. dubna 1808)
- 1891 – Eduard Clam-Gallas, rakouský generál (* 14. března 1805)
- 1903 – Vojta Slukov, herec (* 25. července 1847)
- 1905 – Leopold Maria Zeithammer, hospodářský správce, pedagog, publicista a spisovatel (* 19. prosince 1834)
- 1907 – Karel Knittl, skladatel a dirigent (* 4. října 1853)
- 1911 – Vavřinec Josef Dušek, historik, dialektolog, etnograf a překladatel (* 5. listopadu 1858)
- 1927 – Edvín Bayer, botanik (* 17. února 1862)
- 1928 – Bohumír Roubalík, malíř a ilustrátor (* 25. listopadu 1845)
- 1929 – Julius Rauscher, hudební skladatel a pedagog (* 4. dubna 1859)
- 1939 – Štěpán Habarta, politik (* 26. prosince 1878)
- 1942
  - Emil Hula, publicista a sběratel lidových písní (* 4. září 1883)
  - Josef Svatopluk Machar, spisovatel a politik (* 29. února 1864)
- 1947 – Karel Anděl, astronom (* 28. prosince 1884)
- 1949 – Ladislav Jan Živný, bibliograf (* 3. ledna 1872)
- 1954
  - Bóža Dvořák, architekt (* 6. května 1864)
  - Ignác Händl, varhaník a hudební skladatel (* 2. srpna 1889)
- 1960 – Emanuel Šlechta, politik, ministr techniky a stavebnictví (* 19. prosince 1895)
- 1967 – Jiří Valja, spisovatel (* 22. července 1914)
- 1971 – Jaromír Jiroutek, kladenský pediatr († 20. března 1901)
- 1972 – Karel Balling (skladatel), hudební skladatel (* 17. prosince 1889)
- 1974 – Emil Hájek, klavírista a hudební pedagog (* 3. března 1886)
- 1976
  - Ivan Borkovský, archeolog ukrajinského původu (* 8. září 1897)
  - Norbert Frýd, spisovatel (* 21. dubna 1913)
- 1980 – Jan Krásl, hokejista (* 10. srpna 1899)
- 1981 – Felix Tauer, orientalista (* 20. listopadu 1893)
- 1983 – Jiří Robert Pick, spisovatel (* 4. května 1925)
- 2003 – Leopold Láznička, sprinter (* 7. srpna 1920)
- 2004
  - Jiří Horák, dramaturg, scenárista a režisér (* 3. dubna 1940)
  - Alena Vrbová, lékařka a spisovatelka (* 3. října 1919)
- 2008 – Milan Štěrba, příslušník jednotek SOG AČR. Zabit sebevražedným atentátníkem v Afghánistánu (* 1972)
- 2012
  - Jaroslav Olšava, katolický kněz a spisovatel (* 6. dubna 1922)
  - Jaroslav Němec, kněz, profesor církevních dějin (* 25. dubna 1932)
- 2013
  - Rudolf Battěk, filozof, sociolog a politik (* 2. listopadu 1924)
  - Jiří Drašnar, spisovatel (* 31. března 1948)
- 2016 – Olga Čuříková, televizní a rozhlasová moderátorka a dramaturgyně (* 30. prosince 1932)
- 2019 – Jiří Navrátil, spisovatel a prozaik (* 22. září 1939)

### Svět

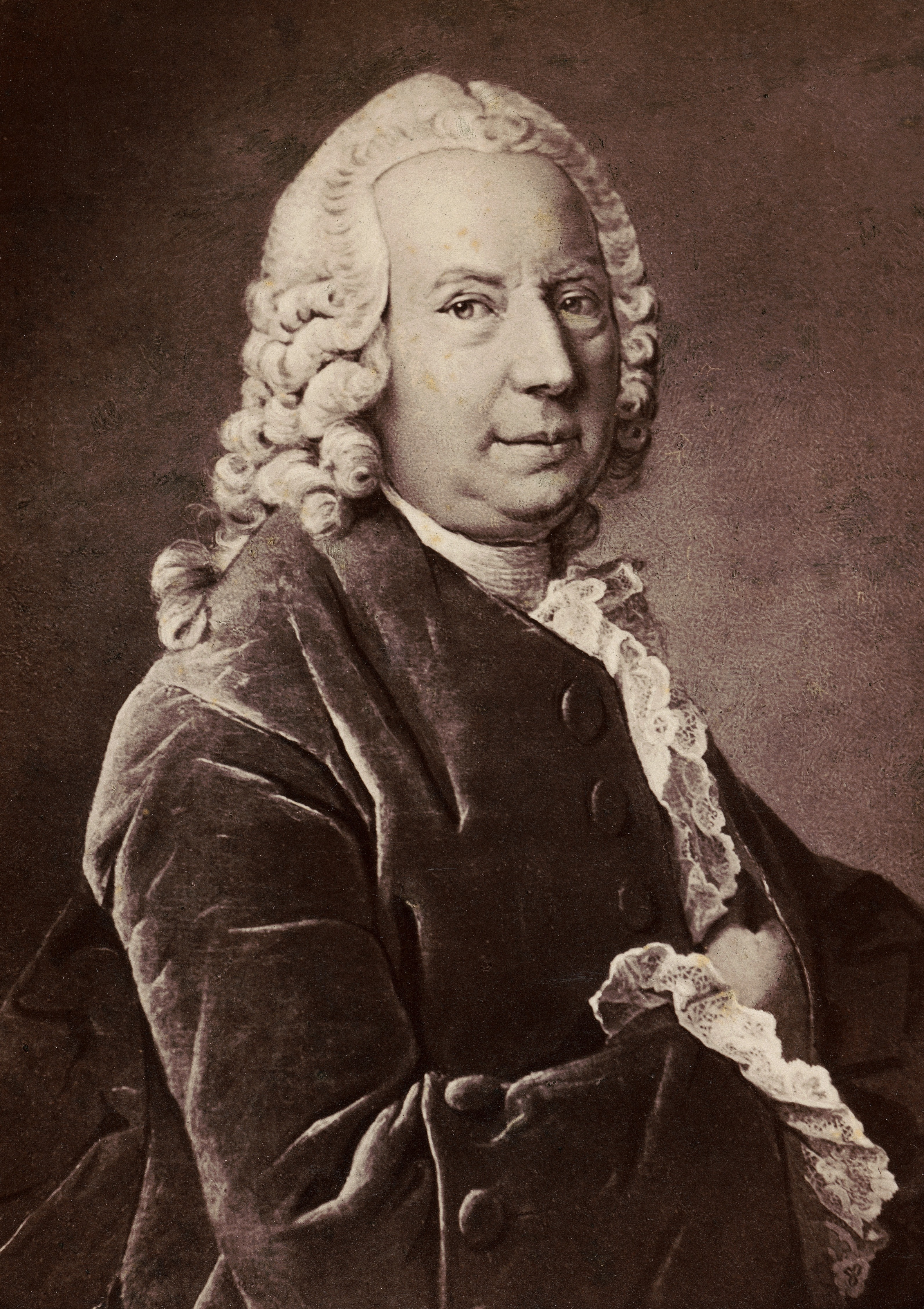
Daniel Bernoulli († 1782)

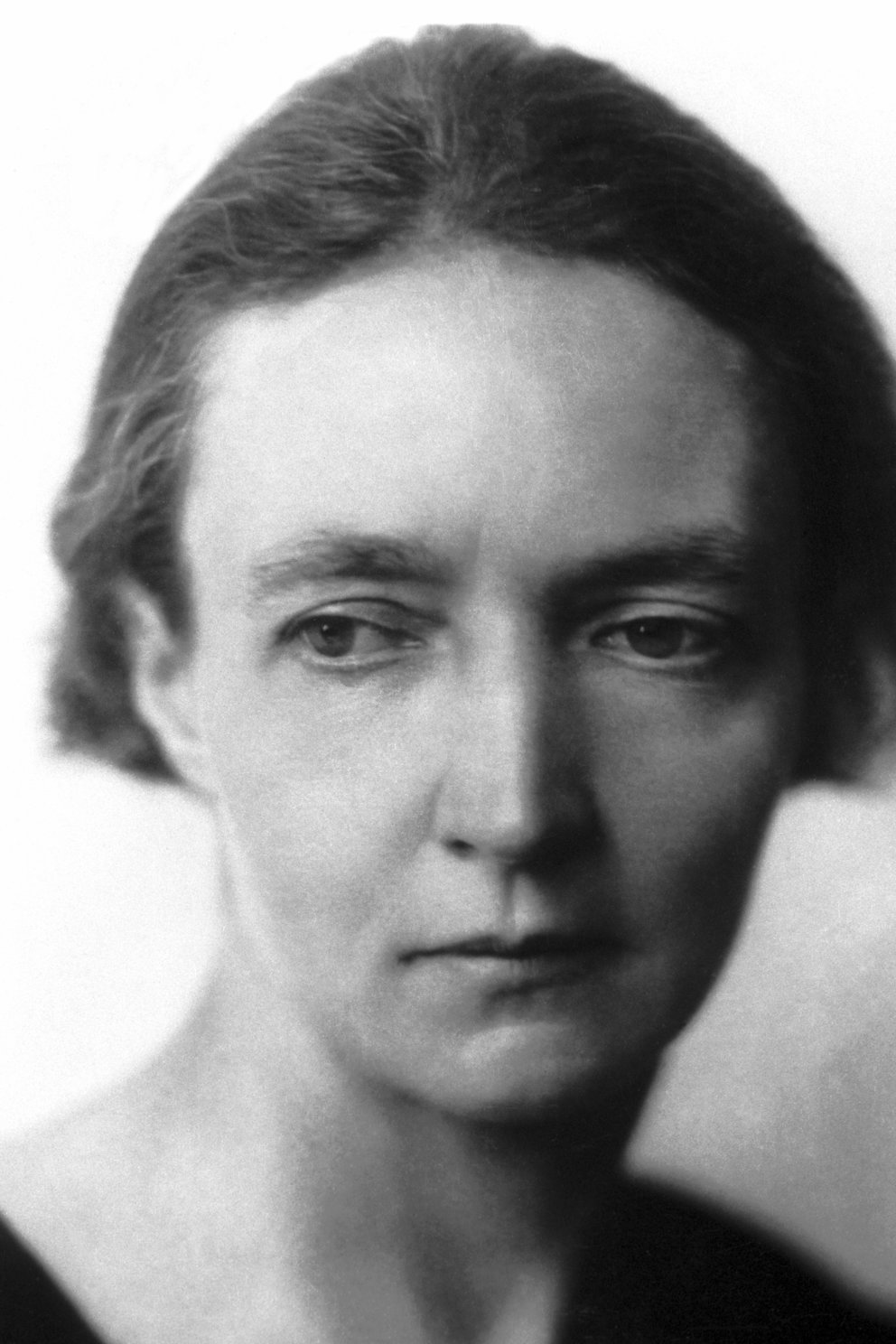
Irène Joliot-Curie († 1956)

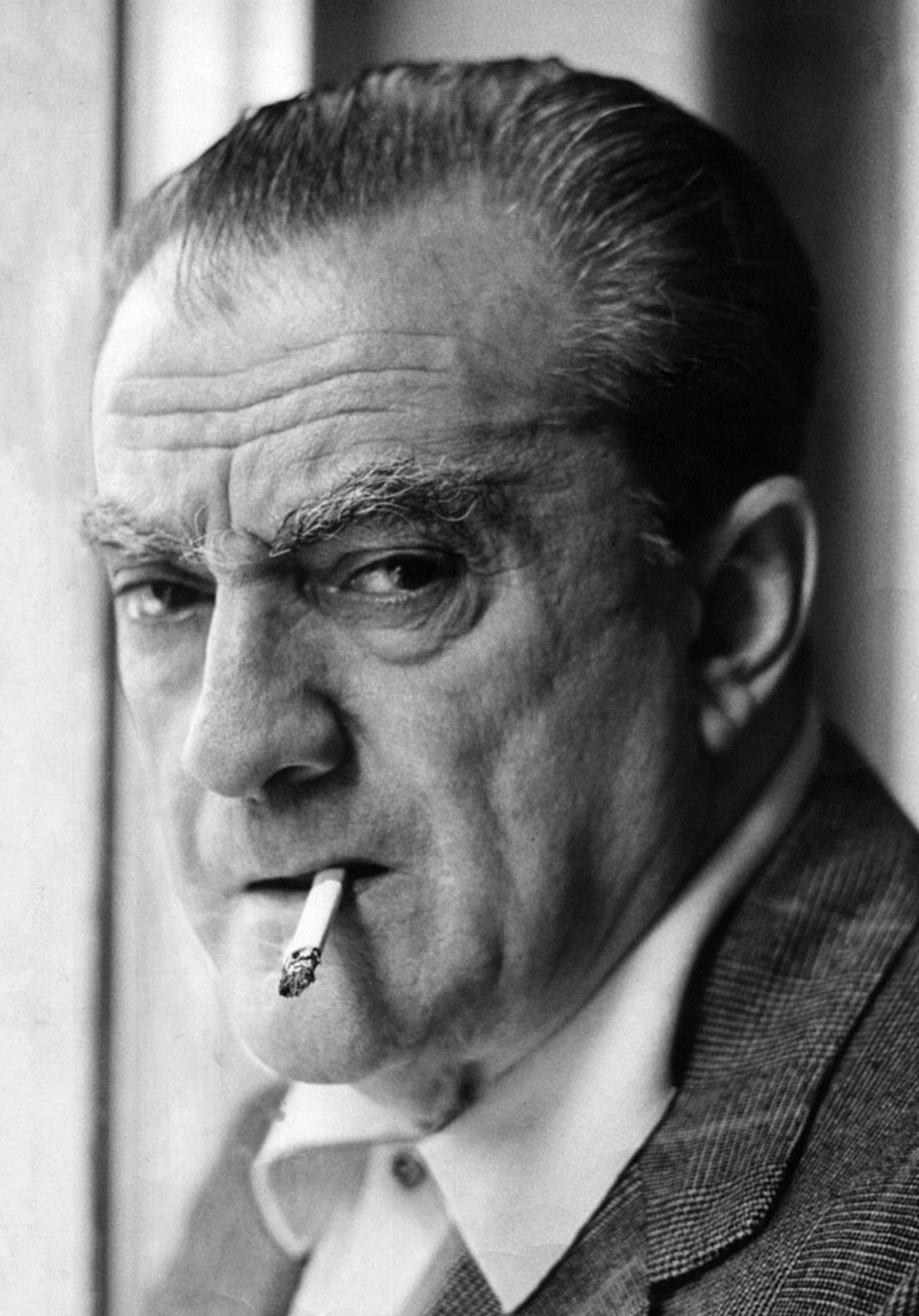
Luchino Visconti († 1976)

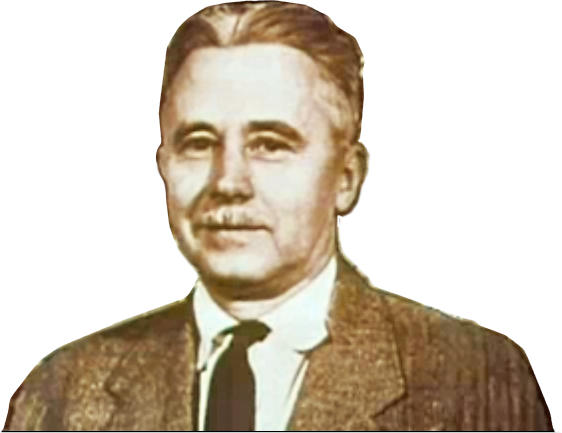
Haldan Keffer Hartline († 1983)

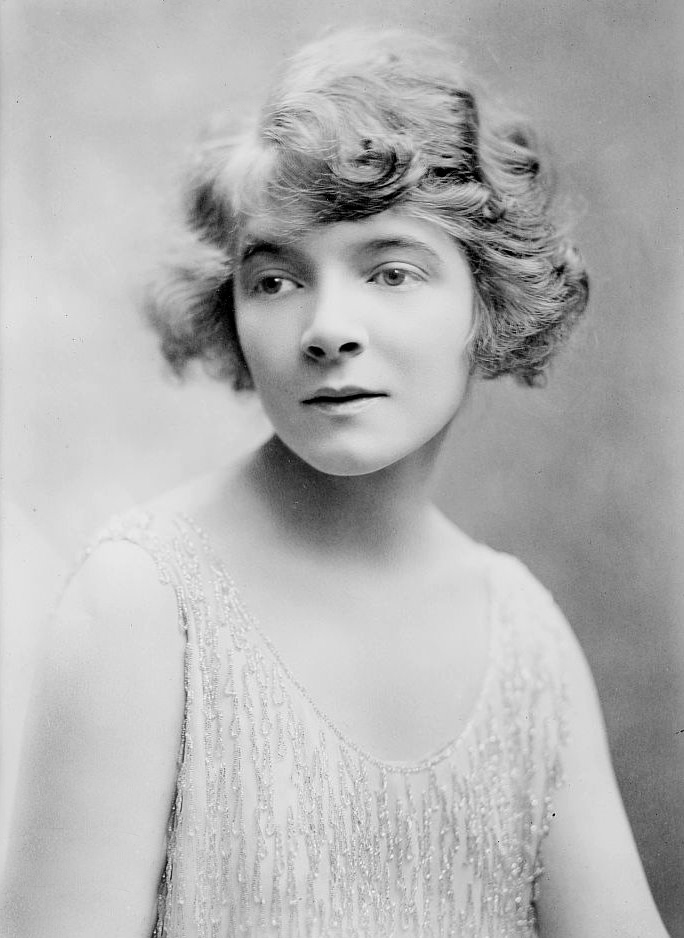
Helen Hayesová († 1993)

- 0180 – Marcus Aurelius, římský císař a filosof (* 26. dubna 121)
- 1040 – Harold I., anglický král (* cca 1015)
- 1058 – Lulach, král skotský (* 1030)
- 1266 – Pierre de Montreuil, francouzský středověký mistr stavitel (* 1200)
- 1406 – Ibn Chaldún, arabský učenec (* 27. května 1332)
- 1640 – Philip Massinger, anglický dramatik (* 1583)
- 1680 – François de La Rochefoucauld, francouzský spisovatel (* 15. září 1613)
- 1696 – Isabela Markéta Orléanská, francouzská vévodkyně a šlechtična (* 26. prosince 1646)
- 1713 – Juraj Jánošík, slovenský zbojník (* 25. ledna 1688)
- 1741 – Jean-Baptiste Rousseau, francouzský básník (* 6. dubna 1671)
- 1773 – Alexandr Ferdinand z Thun-Taxisu, třetí kníže z Thurn-Taxisu a generální poštmistr císařské pošty (* 21. března 1704)
- 1782 – Daniel Bernoulli, dánsko-švýcarský matematik (* 8. února 1700)
- 1793 – Nicola Conforto, italský hudební skladatel (* 25. září 1718)
- 1823 – Marguerite-Catherine Haynault, milenka francouzského krále Ludvíka XV. (* 11. září 1736)
- 1829 – Žofie Albertina Švédská, švédská princezna (* 8. října 1753)
- 1830 – Laurent Gouvion de Saint-Cyr, francouzský generál (* 13. dubna 1764)
- 1831 – Napoleon Ludvík Bonaparte, syn holandského krále Ludvíka Bonaparta (* 11. října 1804)
- 1846 – Friedrich Wilhelm Bessel, německý astronom (* 22. července 1784)
- 1853 – Christian Doppler, rakouský fyzik (* 29. listopadu 1803)
- 1855 – Ramon Carnicer, katalánský hudební skladatel a dirigent (* 24. října 1789)
- 1861 – Viktorie Sasko-Kobursko-Saalfeldská, saská princezna, vévodkyně z Kentu, matka britské královny Viktorie (* 17. srpna 1786)
- 1862 – Jacques Fromental Halévy, francouzský skladatel (* 27. května 1799)
- 1866 – Josef Emanuel Fischer, rakouský průmyslník a entomolog (* 19. února 1787)
- 1886 – Pierre-Jules Hetzel, francouzský vydavatel (* 15. ledna 1814)
- 1893
  - Jules Ferry, francouzský právník a politik (* 5. dubna 1832)
  - Ljudevit Vukotinović, chorvatský spisovatel a politik (* 13. ledna 1813)
- 1895 – Camillo Walzel, rakouský operetní libretista (* 11. února 1829)
- 1904 – Jiří z Cambridge, britský maršál a vnuk krále Jiřího III. (* 26. března 1819)
- 1906 – Johann Most, americký anarchista (* 5. února 1846)
- 1910 – Joaquín Valverde Durán, španělský skladatel, dirigent a flétnista (* 27. února 1846)
- 1914 – Antun Gustav Matoš, chorvatský spisovatel (* 13. dubna 1875)
- 1917 – Franz Brentano, německý filozof a psycholog (* 16. ledna 1838)
- 1926
  - Jurij Darahan, ukrajinský básník (* 16. března 1894)
  - Alexej Alexejevič Brusilov, ruský generál jezdectva (* 19. srpna 1853)
- 1929 – Antoni Lange, polský spisovatel (* 1861)
- 1937 – Austen Chamberlain, britský státník (* 16. října 1863)
- 1950 – Muir S. Fairchild, generál letectva Spojených států amerických (* 2. září 1894)
- 1951 – Karel Albrecht Habsbursko-Altenburský, rakouský arcivévoda z těšínské linie (* 18. prosince 1888)
- 1953 – Conrado del Campo, španělský houslista, dirigent, hudební skladatel (* 28. října 1878)
- 1956 – Irène Joliot-Curie, francouzská chemička, nositelka Nobelovy ceny (* 12. září 1897)
- 1958 – John Pius Boland, irský politik a tenista (* 16. září 1870)
- 1963 – Allan Woodman, kanadský hokejista, zlato na ZOH 1920 (* 11. března 1899)
- 1973 – Charles Delahay, kanadský hokejista (* 19. března 1905)
- 1974 – Louis Kahn, americký architekt (* 20. února 1901)
- 1975 – Karl Anton Rohan, rakouský politický spisovatel a publicista (* 9. ledna 1898)
- 1976 – Luchino Visconti, italský scenárista a režisér (* 2. listopadu 1906)
- 1979 – Jean Monnet, francouzský politik, diplomat a ekonom (* 9. listopadu 1888)
- 1983 – Haldan Keffer Hartline, americký fyziolog, nositel Nobelovy ceny za fyziologii nebo lékařství (* 22. prosince 1903)
- 1984 – Konstantin Badigin, sovětský spisovatel a kapitán dálné plavby (* 30. listopadu 1910)
- 1986 – John Bagot Glubb, britský generál (* 16. dubna 1897)
- 1989 – Merritt Butrick, americký herec (* 3. září 1959)
- 1993 – Helen Hayesová, americká filmová a divadelní herečka (* 10. října 1900)
- 1995 – Ahmad Chomejní, íránský islámský duchovní (* 1945)
- 2002 – Luise Rinserová, německá spisovatelka (* 30. dubna 1911)
- 2005 – George Frost Kennan, americký diplomat, historik, politický poradce (* 16. února 1904)
- 2006 – Oleg Cassini, americký módní návrhář (* 11. dubna 1913)
- 2007 – John Backus, americký počítačový vědec (* 3. prosince 1924)
- 2009 – Clodovil Hernandes, brazilský módní návrhář, televizní moderátor a politik (* 17. června 1937)
- 2010 – Alex Chilton, americký kytarista a skladatel (* 28. prosince 1950)
- 2011
  - Michael Gough, britský herec (* 23. listopadu 1917)
  - Ferlin Husky, americký zpěvák country hudby (* 3. prosince 1925)
- 2012
  - John Demjanjuk, nacistický válečný zločinec (* 3. dubna 1920)
  - Šenuda III., 117. alexandrijský patriarcha (* 3. srpna 1923)
  - Anton Straka, slovenský spisovatel a básník (* 22. září 1942)
- 2014 – L'Wren Scott, americká módní návrhářka (* 28. dubna 1964)
- 2016 – Me'ir Dagan, izraelský generál (* 30. ledna 1945)
- 2017 – Derek Walcott, spisovatel ze Svaté Lucie, nositel Nobelovy ceny (* 1930)
- 2020 – Betty Williamsová, britská mírová aktivistka, držitelka Nobelovy ceny za mír (* 22. května 1943)
- 2021 – John Magufuli, tanzanský politik (* 29. října 1959)
- 2023
  - Lance Reddick, americký herec a zpěvák (* 7. června 1962)
  - Dubravka Ugrešićová, chorvatská spisovatelka (* 27. března 1949)

## Svátky

### Česko
- Vlastimil, Vlastimila, Vlastimír, Vlastimíra
- Gertruda, Gerda

### Svět
- Slovensko – Ľubica
- Irsko – Den svatého Patrika
- Den světového námořnictva
- Thajsko: Národní den boxu
- Bangladéš: Dětský den

### Liturgický kalendář
- Josef z Arimatie
- Svatý Patrick
- Gertruda z Nivelles
- Přenesení ostatků sv. knížete Václava do Prahy (r. 938)

## Pranostiky
| 17. březen v pražském KlementinuÚdaje jsou platné k 8. 7. 2025. | 17. březen v pražském KlementinuÚdaje jsou platné k 8. 7. 2025. | 17. březen v pražském KlementinuÚdaje jsou platné k 8. 7. 2025. |
| minimum                                                         | denní průměr                                                    | maximum                                                         |
| --------------------------------------------------------------- | --------------------------------------------------------------- | --------------------------------------------------------------- |
| −10,2 °C (1785)                                                 | 5,4 °C (od 1961)                                                | 21,7 °C (2012)                                                  |

### Česko
- Mrzne-li na svatou Gertrudu, bude mrznout ještě celý měsíc.
- Mrzne-li na svatou Gertrudu, jistě mrzne 40 dní.